# Diocesi di Saint-Brieuc

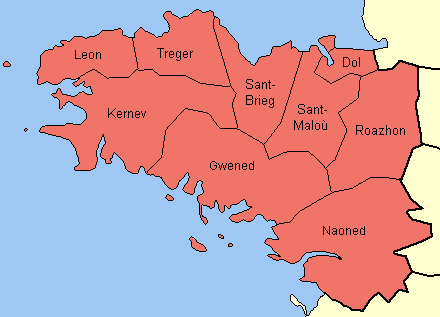
Le diocesi storiche della Bretagna prima della rivoluzione francese: quella di Saint-Brieuc è indicata con il nome bretone di Sant-Brieg.

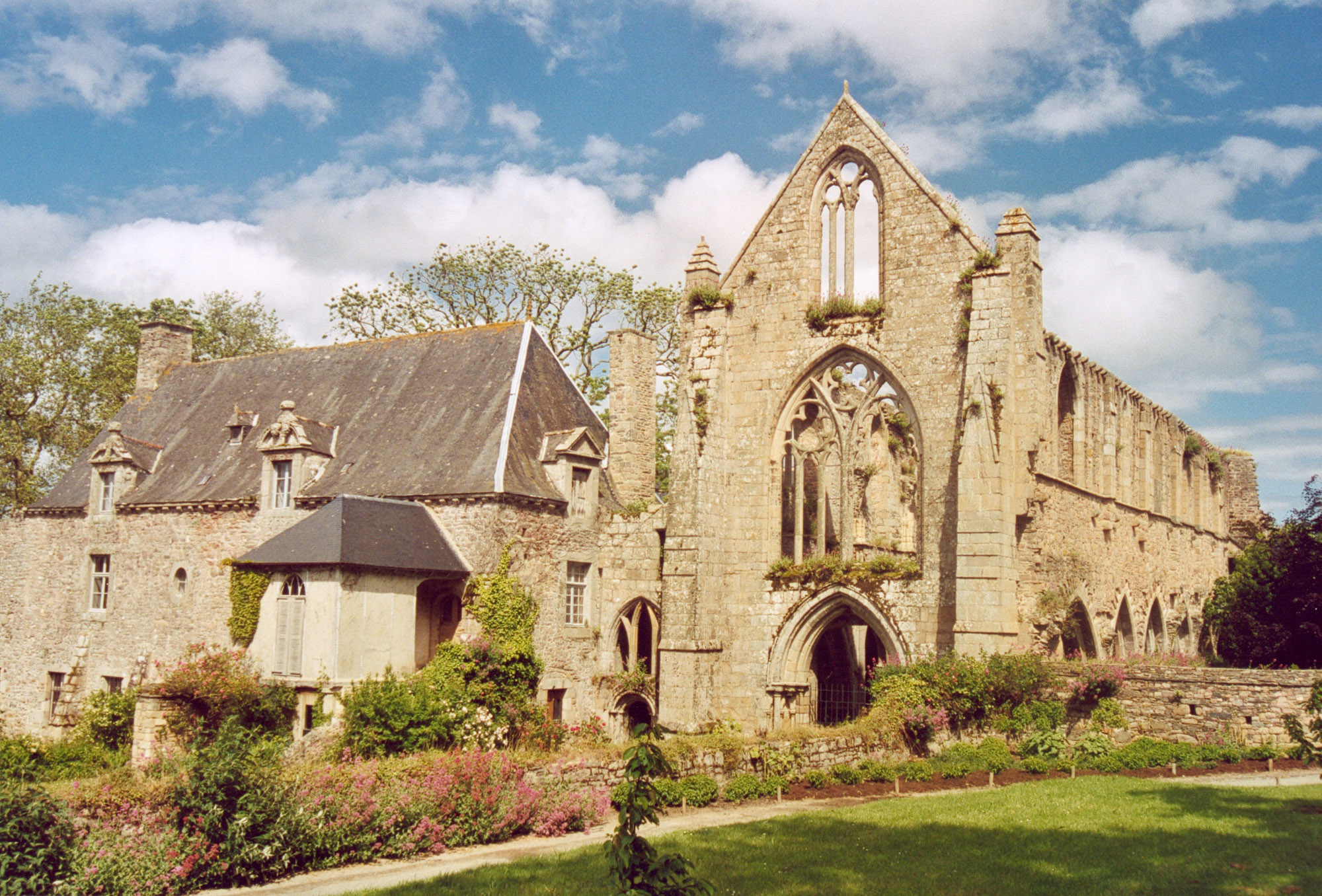
Resti dell'abbazia di Beauport a Paimpol, fondata nel 1202.

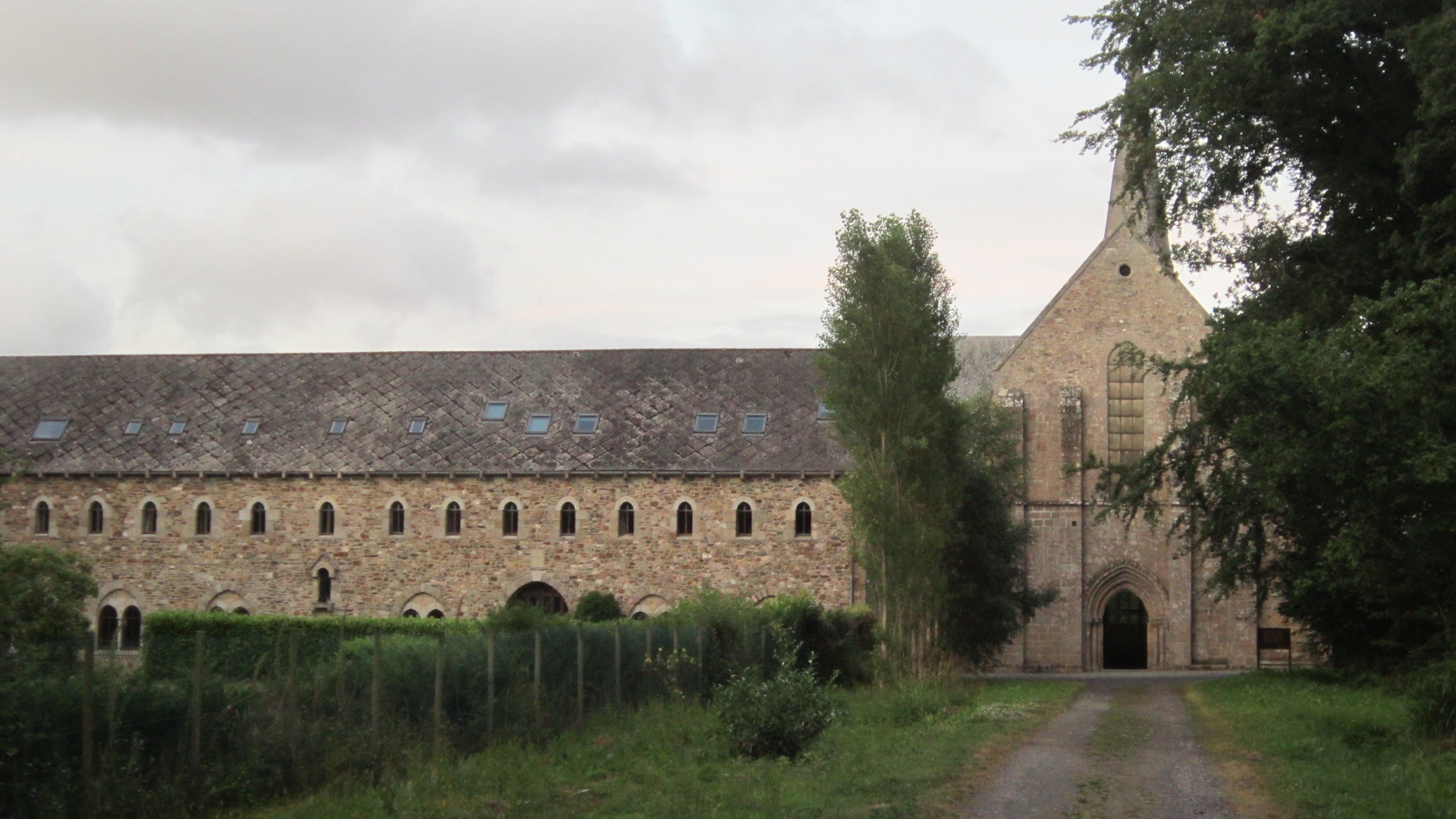
L'abbazia di Boquen a Plénée-Jugon, fondata nel 1137.

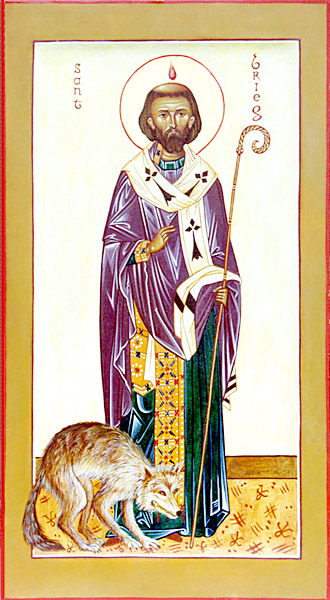
Icona moderna raffigurante Saint Brieuc.

La diocesi di Saint-Brieuc (in latino Dioecesis Briocensis) è una sede della Chiesa cattolica in Francia suffraganea dell'arcidiocesi di Rennes. Nel 2022 contava 595.000 battezzati su 613.000 abitanti. È retta dal vescovo Denis Moutel.
Dal 1852 ai vescovi di Saint-Brieuc è concesso di portare il titolo di "vescovi di Tréguier" (Trecorensis).

## Territorio
La diocesi è situata nella parte centro-settentrionale della Bretagna e comprende il dipartimento francese di Côtes-d'Armor.
Sede vescovile è la città di Saint-Brieuc, dove si trova la cattedrale di Santo Stefano. A Tréguier sorge l'ex cattedrale di Saint-Tugdual, dal 1947 basilica minore.
Il territorio si estende su 6.867 km² ed è suddiviso in 48 parrocchie, raggruppate in 7 zone pastorali: Lamballe, Dinan, Loudéac, Guingamp, Lannion, Paimpol e Rostrenen.

## Storia
Incerte sono le origini della diocesi. La tradizione, a partire dall'XI secolo, lega la sua nascita con la fondazione di un monastero nel VI secolo ad opera del monaco gallese Brieuc. La sua Vita non gli attribuisce il titolo di vescovo. In seguito all'invasione dei Normanni, le sue reliquie furono trasferite ad Angers poco dopo la metà del IX secolo; l'iscrizione aggiunta più tardi lo qualifica come primo vescovo di Saint-Brieuc.
Secondo una cronaca del XII secolo, l'Indiculus de episcoporum depositione, la diocesi di Saint-Brieuc fu una delle diocesi erette nell'848 dal primo re bretone, Nominoë, in concomitanza con la riforma della Chiesa bretone operata dal re. Questa testimonianza è ritenuta attendibile da alcuni storici, benché con le dovute cautele; tra questi Duchesne, il quale ritiene che il monastero di San Brieuc fu elevato al rango di diocesi da Nominoë. Secondo questo autore, nella lettera di invito al concilio di Savonnières dell'859, sono menzionati, tra gli altri, due vescovi, Felice e Garnobrio (o Garurbrio), a cui non può essere attribuita con certezza nessuna sede; per Duchesne, erano i vescovi di Tréguier e di Saint-Brieuc.
Il primo vescovo attestato storicamente è Adamo, che è menzionato nel 1032 nell'atto di fondazione dell'abbazia di San Giorgio di Rennes.
La diocesi era suffraganea dell'arcidiocesi di Tours. Questa dipendenza fu messa in discussione quando i re di Bretagna, nel tentativo di creare una Chiesa bretone autonoma, elevarono nel IX secolo la diocesi di Dol a sede metropolitana di tutte le sedi bretoni. Questa decisione regia non fu mai approvata dai papi e dagli arcivescovi di Tours; la questione tuttavia ebbe termine solo alla fine del XII secolo con una decisione di papa Innocenzo III, che sottomise a Tours tutte le diocesi bretoni.
All'epoca del vescovo san Guillaume Pinchon (XIII secolo) fu iniziata la costruzione in stile gotico della cattedrale.
Nel 1664 il vescovo Denis de La Barde istituì il seminario diocesano; nell'Ottocento furono eretti tre seminari minori, a Dinan, a Tréguier e a Plouguernével. Il seminario maggiore fu ricostruito in forme monumentali tra il 1925 ed il 1927.
Prima della rivoluzione la diocesi comprendeva all'incirca 120 parrocchie suddivise in due arcidiaconati, Goëlo e Penthièvre. Appartenevano alla diocesi anche quattro grandi abbazie: Beauport (a Paimpol), Saint-Aubin des Bois (a Plédéliac), Lanthénac (a La Ferrière) e Boquen (a Plénée-Jugon).
In seguito al concordato con la bolla Qui Christi Domini di papa Pio VII del 29 novembre 1801 la diocesi si ampliò incorporando la maggior parte della diocesi di Tréguier, nonché alcune porzioni delle diocesi di Dol e di Saint-Malo. Tutte queste diocesi furono soppresse. Incorporò anche alcune parrocchie che erano appartenute alle diocesi di Quimper e di Vannes; contestualmente cedette a quest'ultima due parrocchie.
Il 23 gennaio 1852 ai vescovi di Saint-Brieuc è stato concesso di aggiungere al proprio titolo quello di vescovi di Tréguier.
Il 3 gennaio 1859 la diocesi è entrata a far parte della provincia ecclesiastica dell'arcidiocesi di Rennes.
Con una ordinanza episcopale del 16 luglio 1997, Lucien Fruchaud ha accorpato le parrocchie della diocesi, riducendone il numero dalle oltre 400 a 70, in seguito ulteriormente ridotte fino alle attuali 61.

## Cronotassi dei vescovi
Si omettono i periodi di sede vacante non superiori ai 2 anni o non storicamente accertati.
- Adam † (menzionato nel 1032)
- Hamon † (prima del 1075 - circa 1088 deceduto)
- Guillaume I † (prima del 1090 - circa 1099 deceduto)[3]
- Jean I † (prima del 1109 - dopo il 1133)
- Rolland † (prima del 1144[4] - 5 ottobre 1147 deceduto)
- Geoffroy I † (menzionato nel 1149)
- Joscion (Josthon) † (circa 1150 - 1157[5] nominato arcivescovo di Tours)
- Judicaël † (circa 1157 - 1161 deceduto)[6]
- Geoffroy II † (prima del 1164 - 1202 deceduto)
- Josselin † (prima di ottobre 1202 - 1206 deceduto)
- Guillaume II † (1207 - 1208 deceduto)
- Pierre † (prima di novembre 1208 - 25 agosto 1212 deceduto)
- Sylvestre † (1213 - 1220 deceduto)
- San Guillaume Pinchon † (1220 - 29 luglio 1234 deceduto)
- Philippe † (1235 - 1248[7] deceduto)
- André I † (prima del 1251 - inizio del 1256 deceduto)
- Raoul † (23 febbraio 1257 - dopo novembre 1259 deceduto)
- Simon † (circa gennaio 1260 - 1271 deceduto)
- Pierre de Vannes † (luglio 1271 - dopo il 1290)[8]
- Geoffroy III † (prima del 1295 - 1312 deceduto)
- Alain de Lamballe † (8 gennaio 1313 - 1320 deceduto)
- Jean d'Avaugour † (15 febbraio 1320 - 27 aprile 1328 nominato vescovo di Dol)
- Matthieu Ferrand † (13 luglio 1328 - 1329 dimesso)
- Raoul de La Flèche † (23 gennaio 1329 - 17 marzo 1335 deceduto)
- Gui de Montfort † (1335[9] - 1357 deceduto)
- Hugues de Montrelais † (21 agosto 1357 - 20 dicembre 1375 dimesso)
- Laurent de La Faye † (2 gennaio 1376 - 6 agosto 1379 nominato vescovo di Avranches)
- Guillaume Beschard † (6 agosto 1379 - 1385 deceduto)
- Guillaume Anger † (7 giugno 1385 - 22 marzo 1404 deceduto)[10]
- Jean de Malestroit † (2 maggio 1404 - 17 luglio 1419 nominato vescovo di Nantes)
- Alain de la Rue † (18 settembre 1419 - 4 giugno 1424 deceduto)
- Guillaume Brillet † (7 luglio 1424 - 26 settembre 1427 nominato vescovo di Rennes)
- Guillaume Eder † (15 marzo 1428 - 1431 deceduto)
- Hervé Huguet † (29 gennaio 1432 - dopo il 17 marzo 1436 deceduto)
- Olivier du Tillay II † (4 luglio 1436 - 1438 deceduto)
- Jean Prigent † (27 febbraio 1439 - 25 aprile 1450 nominato vescovo di Saint-Malo)
- Jean L'Espervier † (25 aprile 1450 - 15 luglio 1450 nominato vescovo di Saint-Malo)
  - Jacques Pencoel † (15 luglio 1450 - ? dimesso) (vescovo eletto)
- Jean Prigent † (dopo il 15 luglio 1450 - 1471 o 1472 deceduto)[11]
- Pierre de Montfort de Laval † (19 febbraio 1472 - 8 ottobre 1473 nominato arcivescovo di Reims)
  - Pierre de Montfort de Laval † (8 ottobre 1473 - 8 ottobre 1476 dimesso) (amministratore apostolico)
- Christophe de Penmarch † (14 gennaio 1478 - 17 dicembre 1505 deceduto)
- Olivier du Châtel † (9 marzo 1506 - 16 maggio 1525 deceduto)
- Jean de Rieux † (6 settembre 1525 - 1544 dimesso)
- François de Mauny † (8 giugno 1545 - 13 settembre 1553 nominato arcivescovo di Bordeaux)
  - Jean du Bellay † (13 settembre 1553 - 18 settembre 1553 dimesso) (amministratore apostolico)
- Jean du Tillet † (18 settembre 1553 - 5 agosto 1564 nominato vescovo di Meaux)
- Nicolas Langelier † (5 agosto 1564 - 24 settembre 1595 deceduto)
  - Sede vacante (1595-1601)
- Melchior de Marconnay † (19 novembre 1601 - 7 marzo 1618 deceduto)
- André Le Porc de la Porte † (3 settembre 1618 - 22 giugno 1631 deceduto)
- Etienne de Vilazel (Virazel) † (10 novembre 1631 - 1º giugno 1641 deceduto)
- Denis de La Barde † (26 maggio 1642 - 22 maggio 1675 deceduto)
- Hardouin Fortin de la Hoguette † (23 marzo 1676 - 15 luglio 1680 nominato vescovo di Poitiers)
- Louis-Marcel de Coëtlogon-Méjusseaume † (1º settembre 1681 - 7 settembre 1705 nominato vescovo di Tournai)
- Louis Frétat de Boissieu † (7 settembre 1705 - 29 settembre 1720 deceduto)
- Pierre-Guillaume de La Vieuxville-Pourpris † (28 maggio 1721 - 4 settembre 1727 deceduto)
- Louis-François de Vivet de Montclus † (8 marzo 1728 - 1º dicembre 1744 dimesso[12])
- Hervé-Nicolas Thépault de Brignou † (18 dicembre 1744 - 26 gennaio 1766 deceduto)
- François Bareau de Girac † (6 agosto 1766 - 25 gennaio 1770 dimesso[13])
- Jules-Basile Ferron de La Ferronnays † (12 marzo 1770 - 2 marzo 1775 dimesso[14])
- Hugues-François de Regnault-Bellescize † (29 maggio 1775 - 20 settembre 1796 deceduto)
  - Sede vacante (1796-1802)
- Jean-Baptiste-Marie Caffarelli † (29 aprile 1802 - 11 gennaio 1815 deceduto)
  - Sede vacante (1815-1819)
- Mathias Le Groing de La Romagère † (23 agosto 1819 - 19 febbraio 1841 deceduto)
- Jacques-Jean-Pierre Le Mée † (12 luglio 1841 - 31 luglio 1858 deceduto)
- Guillaume-Elisée Martial † (27 settembre 1858 - 26 dicembre 1861 deceduto)
- Augustin David † (7 aprile 1862 - 27 luglio 1882 deceduto)
- Eugène-Ange-Marie Bouché † (25 settembre 1882 - 4 giugno 1888 deceduto)
- Pierre-Marie-Frédéric Fallières † (30 dicembre 1889 - 11 maggio 1906 deceduto)
- Jules-Laurent-Benjamin Morelle † (13 luglio 1906 - 10 gennaio 1923 deceduto)
- François-Jean-Marie Serrand † (4 giugno 1923 - 20 marzo 1949 deceduto)
- Armand Coupel † (20 marzo 1949 succeduto - 19 gennaio 1961 dimesso[15])
- François-Louis-Marie Kervèadou † (19 gennaio 1961 - 2 ottobre 1976 dimesso)
- Pierre Jean Marie Kervennic † (2 ottobre 1976 - 21 dicembre 1991 deceduto)
- Lucien Fruchaud (17 luglio 1992 - 20 agosto 2010 ritirato)
- Denis Moutel, dal 20 agosto 2010

## Istituti religiosi presenti in diocesi
Nel 2013 contavano case in diocesi le seguenti comunità religiose:
- Cammino Nuovo
- Canonichesse regolari ospedaliere della misericordia di Gesù
- Emmanuel
- Figlie dei Sacri Cuori di Gesù e di Maria, di Saint-Quay-Portieux
- Figlie del Buon Salvatore
- Figlie della carità di San Vincenzo de' Paoli
- Figlie della Divina Provvidenza
- Figlie della Provvidenza
- Figlie dello Spirito Santo
- Figlie di Maria Ausiliatrice
- Figlie di Santa Maria della Presentazione
- Foyer de Charité
- Fratelli dell'istruzione cristiana di Ploërmel
- Fratelli delle scuole cristiane
- Maison de l'Alliance de Dinan
- Oranti dell'Assunzione

- Piccole sorelle dei poveri
- Piccole sorelle di Gesù
- Réjouis-toi
- Rinnovamento carismatico
- Società di Maria
- Società salesiana di San Giovanni Bosco
- Suore dell'Immacolata Concezione, di Saint-Méen-Le-Grand
- Suore della Provvidenza
- Suore di Cristo
- Suore di San Giuseppe dell'Apparizione
- Suore di San Tommaso di Villanova
- Suore domenicane missionarie delle campagne
- Suore missionarie dello Spirito Santo
- Suore missionarie di Nostra Signora degli Apostoli
- Suore ospedaliere del Sacro Cuore di Gesù
- Unione di Nostra Signora della Carità

## Statistiche
La diocesi nel 2022 su una popolazione di 613.000 persone contava 595.000 battezzati, corrispondenti al 97,1% del totale.
| anno | popolazione | popolazione | popolazione | presbiteri | presbiteri | presbiteri | presbiteri                | diaconi | religiosi | religiosi | parrocchie |
| anno | battezzati  | totale      | %           | numero     | secolari   | regolari   | battezzati per presbitero | diaconi | uomini    | donne     | parrocchie |
| ---- | ----------- | ----------- | ----------- | ---------- | ---------- | ---------- | ------------------------- | ------- | --------- | --------- | ---------- |
| 1950 | 509.000     | 509.898     | 99,8        | 1.039      | 971        | 68         | 489                       |         | 85        | 2.800     | 412        |
| 1970 | 503.000     | 506.102     | 99,4        | 810        | 740        | 70         | 620                       |         | 188       | 2.681     | 416        |
| 1980 | 514.000     | 528.000     | 97,3        | 611        | 575        | 36         | 841                       |         | 103       | 2.185     | 416        |
| 1990 | 536.000     | 549.000     | 97,6        | 484        | 438        | 46         | 1.107                     | 3       | 98        | 1.928     | 416        |
| 1999 | 522.000     | 542.000     | 96,3        | 391        | 346        | 45         | 1.335                     | 9       | 75        | 1.340     | 70         |
| 2000 | 520.000     | 542.373     | 95,9        | 392        | 343        | 49         | 1.326                     | 9       | 73        | 1.320     | 70         |
| 2001 | 541.523     | 542.373     | 99,8        | 383        | 335        | 48         | 1.413                     | 9       | 74        | 1.260     | 70         |
| 2002 | 541.523     | 542.373     | 99,8        | 353        | 305        | 48         | 1.534                     | 9       | 66        | 1.412     | 70         |
| 2003 | 541.323     | 542.373     | 99,8        | 383        | 335        | 48         | 1.413                     | 12      | 66        | 1.381     | 64         |
| 2004 | 541.323     | 542.373     | 99,8        | 306        | 258        | 48         | 1.769                     | 15      | 64        | 1.354     | 64         |
| 2010 | 571.000     | 574.000     | 99,5        | 235        | 215        | 20         | 2.429                     | 20      | 30        | 858       | 61         |
| 2014 | 582.000     | 591.641     | 98,4        | 173        | 165        | 8          | 3.364                     | 26      | 21        | 726       | 58         |
| 2017 | 587.300     | 597.397     | 98,3        | 150        | 139        | 11         | 3.915                     | 33      | 23        | 643       | 53         |
| 2020 | 599.400     | 618.478     | 96,9        | 124        | 114        | 10         | 4.833                     | 34      | 14        | 500       | 48         |
| 2022 | 595.000     | 613.000     | 97,1        | 116        | 105        | 11         | 5.129                     | 37      | 15        | 492       | 48         |